# Tropacocaína
La tropacocaína (TRO) (tropacaína, benzoilpseudotropina, benzoato de pseudotropina, descarbometoxicocaína) es un alcaloide del tipo tropano relacionado con la cocaína y, al igual que esta, se encuentra presente en bajas concentraciones en las plantas de la coca. Posee una estructura similar a la de la cocaína y comparte con ella propiedades farmacológicas, destacándose por su acción como anestésico local, aunque su aplicación clínica es menos común. Se presenta generalmente como un sólido blanco cristalino, soluble en disolventes orgánicos pero con baja solubilidad en agua.
Se ha encontrado tropacocaína en las siguientes especies de plantas: Erythroxylum novogranatense, E. coca, E. argentinum, E. cuneatum, E. deciduum, E. ecarinatum, E. macrocarpum, E. microphyllum, E. monogynum y E. pelleterianum.

## Historia
En 1891 el químico alemán Friedrich Giesel aisló el alcaloide tropacocaína, al que denominó benzoil-pseudotropeína, a partir de las hojas de la coca de java. Posteriormente Liebermann logró sintetizar con éxito la tropacocaína, mientras que Richard Willstätter la produjo a partir de tropina.
En 1892, Chadbourne lo analizó fisiológicamente, lo denominó tropacocaína e informó que:
1. La tropacocaína es mucho menos tóxica que la cocaína.
2. Su efecto depresor cardíaco es menor.
3. La anestesia es más completa y duradera.
4. La cocaína produce isquemia, mientras que la tropacocaína produce hiperemia evanescente.
5. Las soluciones de tropacocaína son ligeramente antisépticas y conservan su potencia durante al menos seis meses. Las soluciones de cocaína son menos estables, conservando su potencia durante un período mucho más corto.
6. La relación entre la toxicidad y la dosis es más constante con la tropacocaína que con la cocaína.
7. La recuperación de los efectos de la tropacocaína es mucho más rápida.

## Importancia cultural
La tropacocaína puede ser utilizada como un marcador potencial para determinar si un individuo ha consumido hojas de coca.

## Síntesis
La tropocaína se puede obtener a partir de la derivatización de tropinona. Se obtiene mediante la esterificación de los ácidos correspondientes, a partir de la tropina, la cual se genera por la reducción de la tropinona.
La tropacocaína se puede sintetizar a partir de la tropona en 5 etapas:
- El núcleo de la tropona se trata con tetrahidroborato de sodio (NaBH4) para dar 3,5-cicloheptadien-1-ol.
- Este último reacciona con ácido benzoico en presencia de DCC, DMAP y diclorometano para dar un éster de benzoato.
- Éste se aziridiniza en uno de los dos enlaces dobles del anillo de heptadieno: esta reacción da lugar a un racémico de dos diastereoisómeros (que posteriormente darán tropacocaína o benzoiltropina).